# ジェームズ・トゥチェット (第6代キャッスルヘイヴン伯爵)
第6代キャッスルヘイヴン伯爵ジェームズ・トゥチェット（英語: James Tuchet, 6th Earl of Castlehaven、1740年10月12日没）は、アイルランド貴族。

## 生涯
第5代キャッスルヘイヴン伯爵ジェームズ・トゥチェットとアン・ペルソン（Anne Pelson、1733年6月没、リチャード・ペルソンの娘）の息子として生まれた。
1700年8月9日に父が死去すると、キャッスルヘイヴン伯爵の爵位を継承した。
1722年5月24日、エリザベス・アランデル（Elizabeth Arundell、1693年2月15日 – 1743年6月16日、第5代ウォードーのアランデル男爵ヘンリー・アランデルの娘）と結婚、2男1女をもうけた。
- ジェームズ（1723年 – 1769年） - 第7代キャッスルヘイヴン伯爵
- ジョン・タルボット（1724年/1725年 – 1777年） - 第8代キャッスルヘイヴン伯爵
- メアリー（1762年3月28日没） - 1749年5月10日、フィリップ・シックネス（Philip Thicknesse、1792年11月23日没）と結婚、子供あり。第19代オードリー男爵ジョージ・シックネス（英語版）の母

1740年10月12日にパリで死去、サン＝シュルピス教会で埋葬された。長男ジェームズが爵位を継承した。